# سیاره ستاره دوگانه

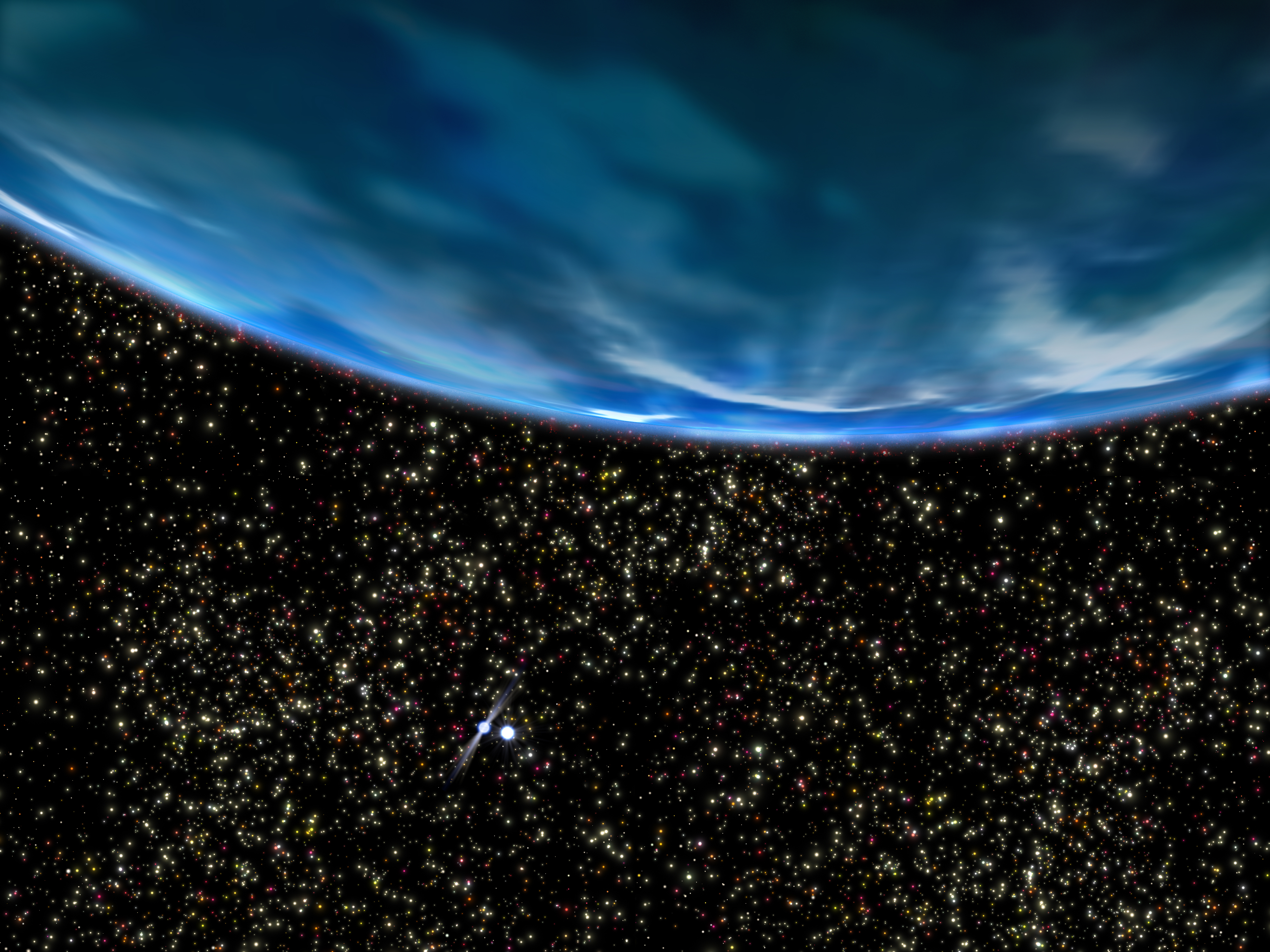
یک انگاشت هنری از غول سیاره سامانهٔ ستارهٔ دوگانهٔ پی‌اس‌آر بی۱۶۲۰–۲۶ را، که یک تپ‌اختر و یک ستاره کوتوله سفید را در خوشه ستاره‌ای کروی M4 دور می‌زند.

سیارهٔ ستارهٔ دوگانه (انگلیسی: Circumbinary planet) سیاره‌ای است که به‌جای دور زدن یک ستاره به دور دو ستاره می‌چرخد؛ دو ستاره‌ای که در یک منظومهٔ ستاره‌ای دوگانه خود به دور یکدیگر می‌چرخند، در حالی که این سیاره معمولاً دورتر از مرکز منظومهٔ دوگانه، نسبت به هر یک از دو ستاره می‌چرخد، هرچند که سیاره‌هایی در مدارهای پایداری به دور یکی از دو ستاره در یک سامانهٔ ستاره‌ای دوگانه شناسایی شده‌اند. پژوهش‌ها در سال ۲۰۱۳ نشان داد که نشان‌های قوی وجود دارد که چنین سیاره و ستارگانش از یک دیسک مشترک منشأ می‌گیرند.

## همچنین ببینید
- فهرست انواع سیاره‌ها